# Matra R.530
El Matra R.530 es un misil aire-aire, de medio alcance, disponible en versiones guiadas por radar semiactivo y guía pasiva de infrarrojo, fabricado en Francia . Diseñado a finales de los años 1950, continuó su desarrollo en los modelos Super 530F y 530D.
Este formó parte del armamento principal de los cazas Mirage III y Mirage F1 del Ejército del Aire y de los F-8 Crusader de la Marina Nacional y fue empleado por diversas fuerzas aéreas, alrededor del mundo.

## Desarrollo
El programa de desarrollo de los misiles R.530 comenzó a mediados de los años 50 y culminó con los misiles Super 530F y Super 530D en la década de 1980. 
El diseño del R.530 se basó en la experiencia ganada por Matra (hoy MBDA) durante el desarrollo de los misiles de guía infrarroja R.510 y los misiles de guía por radar semiactivo R.511 que equiparon a los Sud Aviation Vautour y Mirage IIIC del Ejército del Aire y a los de Havilland DH.112 Venom de la Marina Nacional.
El R.530 fue diseñado para operar con cabezas de guerra intercambiables, guiadas tanto por radar semiactivo (medio alcance) y por guía infrarroja (corto alcance).
Entró en servicio con la Armée de l'air y la Aviation navale en 1963 y su producción continuó hasta finales de la década de 1970.

## Descripción
El R.530 tiene cuatro alas en delta y cuatro derivas de cola triangulares en la parte trasera para el control de vuelo. El mismo mide 3,28 metros de largo, 263 milímetros de diámetro y un peso de lanzamiento de 195 kilogramos y es impulsado por un motor cohete de combustible sólido Hotchkiss-Brandt/SNPE Antoinette o un SNPE Madeleine.
Puede ser equipado con dos sistemas de guía intercambiables, radar semiactivo con un buscador EMD AD26 asociado a los radares Cyrano presentes en la familia Mirage e infrarrojo con un buscador todo aspecto SAT Tipo AD3501; ambas versiones poseen una cabeza de combate de alto explosivo en barra sólida o de fragmentación de alto explosivo de 27 kilogramos con espoletas de proximidad, impacto o retardada. 

## Servicio operacional
El misil R.530 entró en servicio en 1963 y cerca de 4000 unidades fueron producidas hasta 1978. 
Su efectividad demostró no ser la mejor, con una tasa de impacto similar, a grandes rasgos, a las de los misiles AIM-7E norteamericanos y AA-3 soviéticos de la época sumado a la imposibilidad de los cazas franceses de portar gran cantidad de armamento en contra posición de sus equivalentes americanos y rusos como los cazas F-4 y Su-15.
Aun así el R.530 era el único medio disponible para cumplir las misiones de defensa aérea estratégica contra los bombarderos del Pacto de Varsovia (Tu-16, Tu-22 y Tu-95, etc). A los que los misiles IR de corto alcance más comunes no podían ejecutar. La primera víctima de este misil fue un MiG-19 egipcio, derribado por un Mirage IIICJ de la Fuerza Aérea Israelí el 29 de noviembre de 1966 antes de la Guerra de los Seis Días. También fue el primer avión derribado con misiles por un piloto israelí. Fue empleado por los israelíes con el apodo «Yahalom». 
Desde entonces, el R.530 también se utilizado en combate por los Mirage-IIIEP de Pakistán, estos llegaron con los primeros cazas, en 1969, siendo estos utilizados para misiones de interceptación, contra los bombarderos y aviones ataque indio, los misiles fueron usados dos años después, durante la Guerra indo-pakistaní de 1971, en este conflicto, los misiles fueron usados con relativo éxito, en las misiones de interceptacion, derribando un bombardero Canberra de la IAF, que bombardeaba posiciones dentro del país, este fue uno de los 8 derribos, que los Mirages pakistaníes, reclamarían a los indios, luego serían confirmados un año después, además, del Canberra, los pakistaníes derribaron un Hawker Hunter y un Su-7 indios derribados por el Mirage IIIEP en el conflicto fronterizo de 1971.
Los cazas Mirage-IIIEA de la Fuerza Aérea Argentina, utilizaron sus misiles R.530 para misiones de interceptación contra los bombarderos ingleses, en caso de que estos atacaran el continente, estos nunca vieron uso en combate, durante la Guerra de las Malvinas, ya que los bombarderos Avro 698 Vulcan, nunca llegaron a atacar al país como se esperaba, ya que solo se centraron en atacar objetivos en las islas, por ello nunca se vio un uso de estos, también, se sabe de que los misiles no estarían lo suficientemente capacitados para tales tareas.
Los Mirage F-1EQ de  la Fuerza Aérea Iraquí, utilizaron sus misiles con un existo muy variado, durante la Guerra Irán-Irak, utilizados para derribar a los aviones iraniés, fue en este conflicto en donde el misil, fue más exitoso, esto lograron victorias aéreas contra luchadores más avanzados de la IRIAF, principalmente, cazas ligeros y medianos F-4D/E y F-5E, pero no tuvieron éxito derribando los temidos F-14A Tomcat, que armados con los misiles de largo alcance AIM-54A Phoenix, que triplicaban el alcance de los misiles Matra, no fue sino hasta la introducción del nuevo modelo Super 530F, con el cual, los Mirage F-1 iraquiés lograron igualar hasta cierto margen, a los F-14 iraniés y sus misiles Phoenix, con este modelo se dio la primera victoria aérea contra un F-14 en 1981, con la introducción de la nueva variante Super 530D, la eficacia y letalidad de los cazas F-1EQ-5/6, fue incrementandoce enormemente, logradon con este modelo el derribo de dos F-14 más, los misiles más viejos R.530 fueron progresivamente reemplazados del arsenal de los interceptores F1 iraquíes, al final, Irak se convirtió después de Francia, en el mayor operador de misiles Matra del mundo.

## Operadores

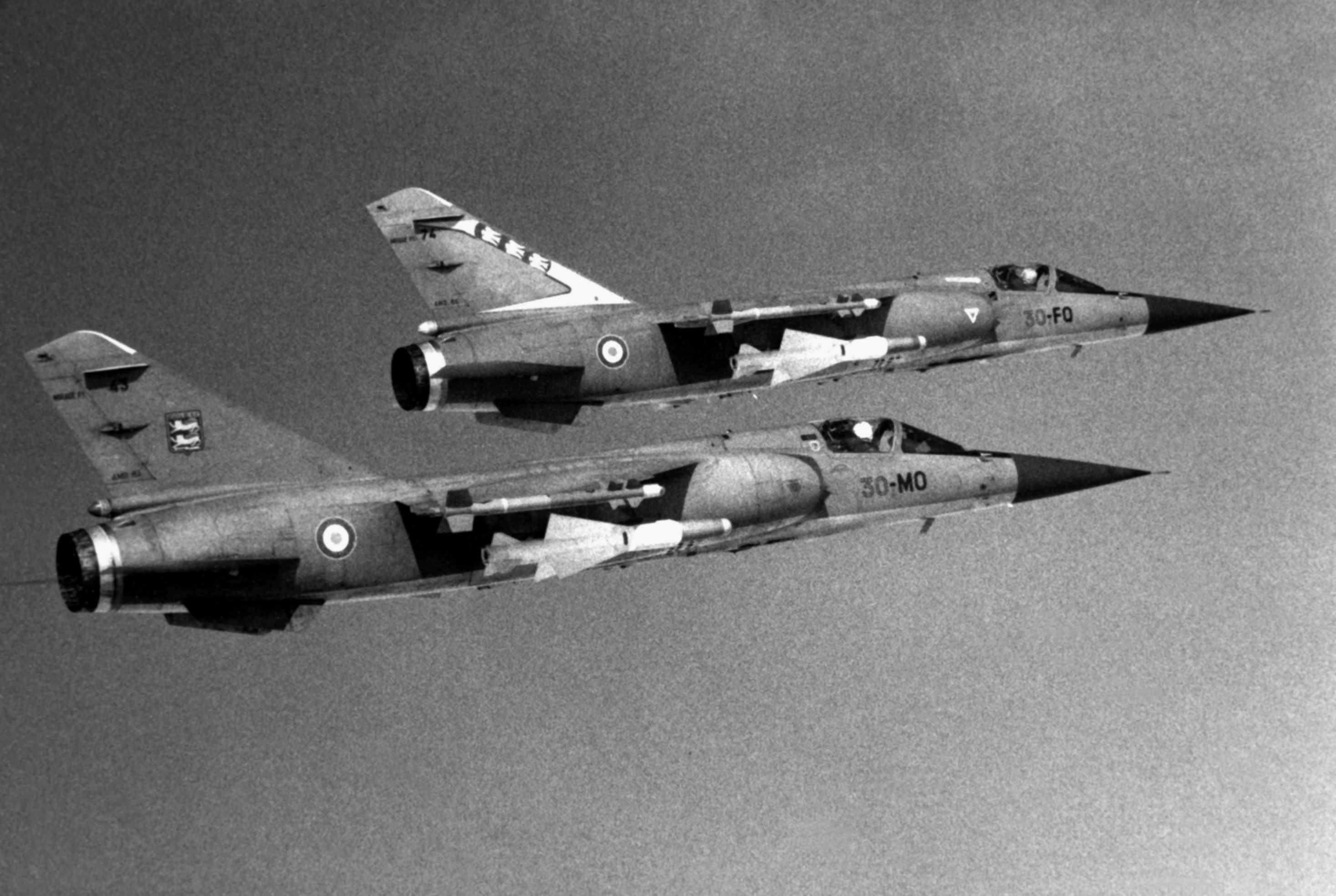
Dos Mirage F1C del Ejército del Aire Francés armados con misiles Matra R.550 montados en las alas y Matra R.530 en el fuselaje, 31 de mayo de 1986.

- Fuerza Aérea Argentina

- Real Fuerza Aérea Australiana

- Fuerza Aérea Brasileña

- Fuerza Aérea de Camerún

- Fuerza Aérea Colombiana

- Fuerza Aérea Egipcia

- Ejército del Aire de España

- Ejército del Aire Francés
- Aviación Naval Francesa

- Fuerza Aérea Iraquí

- Fuerza Aérea Israelí

- Real Fuerza Aérea Jordana

- Fuerza Aérea Libanesa

- Real Fuerza Aérea Marroquí

- Fuerza Aérea de Pakistán

- Fuerza Aérea Sudafricana